# La porta del cielo
La porta del cielo is een Italiaanse dramafilm uit 1945 onder regie van Vittorio De Sica.

## Verhaal
Een groep zieke en verminkte mensen gaat op bedevaart naar Rome.

## Rolverdeling
| Acteur              | Personage                        |
| ------------------- | -------------------------------- |
| Marina Berti        | Rode Kruiszuster                 |
| Elettra Druscovich  | Filomena                         |
| Massimo Girotti     | Blinde jongen                    |
| Roldano Lupi        | Giovanni Brandacci               |
| Carlo Ninchi        | Begeleider van de blinde         |
| Elli Parvo          | Provocerende vrouw               |
| María Mercader      | Maria                            |
| Cristiano Cristiani | Claudio Gorini                   |
| Giovanni Grasso     | Verlamde handelaar               |
| Giuseppe Forcina    | Ingenieur                        |
| Enrico Ribulsi      | Neefje van de verlamde handelaar |
| Amelia Bissi        | Mevrouw Enrichetta               |
| Annibale Betrone    | Arts in de witte trein           |
| Tilde Teldi         | Gravin                           |
| Pina Piovani        | Tante van Claudio                |
| Giulio Alfieri      | Oudere man                       |
| Giulio Calì         | Nieuwsgierige Napolitaan         |